# Боббі Гулд (хокеїст)
Боббі Гулд (англ. Bobby Gould; нар. 2 вересня 1957, Петроліа) — канадський хокеїст, що грав на позиції крайнього нападника.

## Ігрова кар'єра
Професійну хокейну кар'єру розпочав 1979 року виступами за хокейну команду з Університету Нью-Гемпшира.
1977 року був обраний на драфті НХЛ під 118-м загальним номером командою «Атланта Флеймс». У тому ж році був обраний на драфті ВХА клубом «Калгарі Ковбойс» під 70-м загальним номером. 
Найбільш пам'ятний епізод у кар'єрі Боббі це бійка 20 березня 1987 з Маріо Лем'є, після якої останній опинився в лікарні Університету Джорджа Вашингтона. 
Протягом професійної клубної ігрової кар'єри, що тривала 13 років, захищав кольори команд «Атланта Флеймс», «Калгарі Флеймс», «Вашингтон Кепіталс» та «Бостон Брюїнс».

## Досягнення
- Друга команда всіх зірок НКАА — 1979.

## Статистика НХЛ
|                  | Сезони | І   | Г   | П   | О   | ШХ  |
| ---------------- | ------ | --- | --- | --- | --- | --- |
| Регулярний сезон | 12     | 697 | 145 | 159 | 304 | 572 |
| Плей-оф          | 9      | 78  | 15  | 13  | 28  | 58  |